# Anna Piaggi
Pour les articles homonymes, voir Piaggi.
Anna Piaggi, née le 22 mars 1931 et morte le 7 août 2012 à Milan, est une journaliste de mode italienne. Elle est notamment la rédactrice en chef de l'influente édition italienne du magazine de mode américain Vogue. Elle est connue pour ses tenues excentriques aux défilés auxquels elle assiste, ainsi qu'aux soirées où elle est invitée.

## Biographie
Anna Piaggi est née en 1931 à Milan.
Elle commence sa carrière dans les années 1960, d'abord dans le magazine féminin italien Ariana. Elle passe la majeure partie de sa carrière aux éditions Condé Nast qu'elle intègre dès les années 1970 : Vanity Fair, Vogue Italia durant vingt-trois ans, remplacée par Franca Sozzani. Puis, elle est rédactrice en chef pour les magazines Panorama et L'Espresso. Entre-temps, au début des années 1980, elle travaille pour le magazine d'origines milanaise Vanity où elle côtoie Cecil Beaton, mais surtout Antonio Lopez.
Outre sa notoriété en tant que personnalité incontournable de la presse de mode, Anna Piaggi, amie de Karl Lagerfeld,, du styliste Stefano Gabbana, et du chausseur Manolo Blahnik est considérée comme une muse par les créateurs de mode. Elle est également célèbre pour les tenues vestimentaires totalement excentriques, qu'elle arbore notamment lors des défilés dont une large collection de chapeaux, la plupart du modiste Stephen Jones. Olivier Saillard, directeur du Musée Galliéra dit d'elle à propos de son style : « j'aimais beaucoup Anna Piaggi, car tous les matins elle s'habillait comme pour une performance, avec un chapeau différent, un mélange détonnant de pièces de saison passées, de vintage, de fripes. C'était une œuvre en soi, plus qu'un style. »
Mariée à Alfa Castaldi, photographe italien, elle est, au cours de sa carrière, une habituée des premiers rangs des Fashion weeks.
Sa collection de chaussures, chapeaux, éventails, et robes donne lieu à une exposition en 2006 à Londres, au Victoria and Albert Museum.
Elle meurt chez elle à Milan le 7 août 2012,. L'année suivante a lieu l'exposition commémorative Hat-ology à Milan, avec 200 créations de Stephen Jones sur les 380 modèles exposés,.